# Obori
Obori (łac. Diocesis Oboritanus) – stolica historycznej diecezji we Cesarstwie rzymskim w prowincji Mauretania Cezarensis, zlikwidowana w VII w. podczas ekspansji islamskiej, współcześnie w północnej Algierii. Obecnie katolickie biskupstwo tytularne. 

## Biskupi tytularni
| Lp. | Biskup                     | Funkcja                                  | Od              | Do               |
| --- | -------------------------- | ---------------------------------------- | --------------- | ---------------- |
| 1   | James Francis Carney       | biskup pomocniczy Vancouver (Kanada)     | 7 stycznia 1966 | 8 stycznia 1969  |
| 2   | Luigi Zanzottera           | biskup pomocniczy Huaraz (Peru)          | 13 marca 1969   | 18 stycznia 2005 |
| 3   | Juan José Pineda Fasquelle | biskup pomocniczy Tegucigalpy (Honduras) | 21 maja 2005    |                  |